# Пісга (Айова)
Пісга (англ. Pisgah) — місто (англ. city) в США, в окрузі Гаррісон штату Айова. Населення — 249 осіб (2020).

## Географія
Пісга розташована за координатами 41°49′50″ пн. ш. 95°55′35″ зх. д. / 41.83056° пн. ш. 95.92639° зх. д. (41.830435, -95.926386).  За даними Бюро перепису населення США в 2010 році місто мало площу 2,61 км², уся площа — суходіл.

## Демографія
Згідно з переписом 2010 року, у місті мешкала 251 особа в 121 домогосподарстві у складі 66 родин. Густота населення становила 96 осіб/км².  Було 143 помешкання (55/км²).
Расовий склад населення:
| - 97,6 % — білих - 0,8 % — корінних американців |

До двох чи більше рас належало 1,6 %. Частка іспаномовних становила 3,2 % від усіх жителів.
За віковим діапазоном населення розподілялося таким чином: 23,1 % — особи молодші 18 років, 51,8 % — особи у віці 18—64 років, 25,1 % — особи у віці 65 років та старші. Медіана віку мешканця становила 48,2 року. На 100 осіб жіночої статі у місті припадало 85,9 чоловіків;  на 100 жінок у віці від 18 років та старших — 85,6 чоловіків також старших 18 років.
Середній дохід на одне домашнє господарство  становив 48 440 доларів США (медіана — 36 875), а середній дохід на одну сім'ю — 73 258 доларів (медіана — 63 750). Медіана доходів становила 37 361 долар для чоловіків та 38 125 доларів для жінок. За межею бідності перебувало 17,5 % осіб, у тому числі 32,6 % дітей у віці до 18 років та 4,8 % осіб у віці 65 років та старших.
Цивільне працевлаштоване населення становило 114 особи. Основні галузі зайнятості: освіта, охорона здоров'я та соціальна допомога — 14,0 %, виробництво — 12,3 %, мистецтво, розваги та відпочинок — 11,4 %, будівництво — 11,4 %.